# Câncer de cabeça e pescoço
Cancro da cabeça e do pescoço (português europeu) ou câncer de cabeça e pescoço (português brasileiro) é um grupo de cancros com origem na boca, nariz, faringe, laringe, seios paranasais ou glândulas salivares. Os sintomas mais comuns são um nódulo ou ferida que não cicatriza, uma inflamação da garganta que não desaparece, dificuldade em engolir ou uma alteração na voz. Entre outros possíveis sintomas estão hemorragias pouco comuns, cara ou gânglios linfáticos inchados ou dificuldade em respirar.
Cerca de 75% dos casos de cancro da cabeça e do pescoço são causados pelo consumo de bebidas alcoólicas ou de tabaco. Entre outros fatores de risco estão os tipos 16 e 18 de vírus do papiloma humano, exposição a radiação ionizante e luz ultravioleta, exposição a substâncias cancerígenas no local de trabalho, vírus Epstein-Barr, consumo da planta Piper betle, mate, ou carnes processadas. O tipo de cancro da cabeça e do pescoço mais comum é o carcinoma espinocelular. O diagnóstico é confirmado com uma biópsia dos tecidos. O grau de disseminação pode ser avaliado por meio de exames imagiológicos e análises ao sangue.
O risco pode ser diminuído evitando o consumo de álcool e tabaco. Embora o rastreio na população em geral não aparente ter utilidade, o rastreio de grupos de elevado risco através de exame da garganta aparenta ser útil. Em muitos casos, os cancros da cabeça e do pescoço são curáveis quando detectados cedo. No entanto, quando são detectados em fases avançadas, o prognóstico é geralmente mau. O tratamento pode consistir numa combinação de cirurgia, radioterapia, quimioterapia e terapia dirigida. As pessoas com antecedentes de um cancro na cabeça ou no pescoço apresentam um maior risco de vir a desenvolver um segundo cancro.
Em 2015, os cancros da cabeça e do pescoço afetavam em todo o mundo mais de 5,5 milhões de pessoas (boca 2,4 milhões, garganta 1,7 milhões, laringe 1,4 milhões) e foram a causa de mais de 379 000 mortes (boca 146 000, garganta 127 400, larginge 105 900. Em conjunto, são o sétimo tipo de cancro mais comum e a nona causa de morte por cancro mais frequente. Nos Estados Unidos, cerca de 1% das pessoas são afetadas por um destes cancros em determinado momento na vida. A doença afeta o dobro de homens do que mulheres. A idade mais comum de diagnóstico é entre os 55 e os 65 anos de idade. Em países desenvolvidos, a média da taxa de sobrevivência a cinco anos é de 42 a 64%.